# Pygarctia pterygostigma
Pygarctia pterygostigma là một loài bướm đêm thuộc phân họ Arctiinae, họ Erebidae.